# جورجیا ورث
جورجیا ورث (انگلیسی: Giorgia Würth؛ زادهٔ ۵ ژوئن ۱۹۷۹) مجری تلویزیون، هنرپیشه اهل سوئیس است. وی از سال ۱۹۹۸ میلادی تاکنون مشغول فعالیت بوده‌است.